# Selección de fútbol de Somalilandia
La selección de fútbol de Somalilandia es el equipo que representa a Somalilandia a nivel internacional, no pertenecen ni a la Confederación Africana de Fútbol ni a la FIFA, por lo que no pueden participar en los torneos organizados por dichas asociaciones. Sin embargo el equipo es miembro de ConIFA.

## Participación en competiciones

### Copa Mundial de ConIFA
| Año   | Posición         | PJ               | PG               | PE               | PP               | GF               | GC               | DG               |
| ----- | ---------------- | ---------------- | ---------------- | ---------------- | ---------------- | ---------------- | ---------------- | ---------------- |
| 2014  | No participó     | No participó     | No participó     | No participó     | No participó     | No participó     | No participó     | No participó     |
| 2016  | 10.º             | 4                | 1                | 0                | 3                | 6                | 22               | -16              |
| 2018  | No participó     | No participó     | No participó     | No participó     | No participó     | No participó     | No participó     | No participó     |
| 2020  | Evento cancelado | Evento cancelado | Evento cancelado | Evento cancelado | Evento cancelado | Evento cancelado | Evento cancelado | Evento cancelado |
| Total | 1/4              | 4                | 1                | 0                | 3                | 6                | 22               | -16              |

## Partidos
| Fecha              | Estadio                  | Lugar                 | Competición                              |              | Rival        | Resultado                                              |
| ------------------ | ------------------------ | --------------------- | ---------------------------------------- | ------------ | ------------ | ------------------------------------------------------ |
| 29 de mayo de 2016 | Estadio Daur Akhvlediani | Gagra, Abjasia        | Copa Mundial de Fútbol de ConIFA de 2016 | Somalilandia | Laponia      | 0-5                                                    |
| 31 de mayo de 2016 | Estadio Daur Akhvlediani | Gagra, Abjasia        | Copa Mundial de Fútbol de ConIFA de 2016 | Somalilandia | Panjab       | 0-5                                                    |
| 29 de mayo de 2016 | Estadio Daur Akhvlediani | Gagra, Abjasia        | Copa Mundial de Fútbol de ConIFA de 2016 | Somalilandia | Islas Chagos | 3-2                                                    |
| 3 de junio de 2016 | Estadio Daur Akhvlediani | Gagra, Abjasia        | Copa Mundial de Fútbol de ConIFA de 2016 | Somalilandia | País Sículo  | 3-10                                                   |
| 4 de mayo de 2019  | Sheerien Park            | Athersley, Inglaterra | Amistoso                                 | Somalilandia | Yorkshire    | 2-6 Archivado el 9 de mayo de 2019 en Wayback Machine. |

## Uniformes anteriores
| 2014 Local | 2014 Visita | 2015 African Cup (UK) | 2015 African Cup (UK) | 2016 Local | 2016 Visita |

Fuentes: